# John Cornwall (Politiker)
Hon. John Robert Cornwall, OAM (* 1. Januar 1935 in Bendigo, Victoria; † 1. August 2018) war ein australischer Politiker der Labor Party, der zwischen 1975 und 1989 Mitglied des South Australian Legislative Council sowie mehrmals Minister war.

## Leben
John Robert Cornwall absolvierte nach dem Schulbesuch ein Studium der Tiermedizin an der University of Queensland (UQ), welches er mit einem Bachelor of Veterinary Science (BVSc) beendete. Er nahm 1961 eine Tätigkeit als Tierarzt in Mount Gambier auf und arbeitete im Anschluss bis 1975 als Tierarzt in Adelaide.
Cornwall wurde für die Labor Party am 12. Juli 1975 erstmals Mitglied des South Australian Legislative Council, des Oberhauses des Parlaments von South Australia, und gehörte diesem bis zu seinem Mandatsverzicht am 31. Januar 1989 an. Zu seinem Nachfolger wurde am 14. Februar 1989 sein Parteifreund Ron Roberts gewählt. Am 1. Mai 1979 wurde er in die Regierung von Premier Des Corcoran berufen und fungierte in dieser bis zum 18. September 1979 als Minister für Rückkehrer (Minister of Repatriation), als Minister für Ländereien (Minister of Lands) sowie als Umweltminister (Minister for the Environment).
Nach dem Sieg der ALP bei der Wahl am 6. November 1982 wurde John Cornwall in die Regierung von Premier John Bannon berufen und übernahm vom 10. November 1982 bis zum 4. August 1988 den Posten als Gesundheitsminister (Minister of Health) sowie zugleich zwischen dem 18. Dezember 1985 und dem 4. August 1988 als Minister für Gemeinwohl (Minister of Community Welfare). Diese Zeit war geprägt von Kontroversen: Er wurde wegen eines Berichts über Frauenhäuser in Südaustralien aus dem Jahr 1987 verklagt, in dem unbegründete Anschuldigungen gegen einen bestimmten Betreiber erhoben wurden, und ein weiteres erfolgreiches Verfahren wegen Verleumdung wurde vom orthopädischen Chirurgen Dr. Peter Humble gegen ihn eingeleitet. Humble hatte ihn wegen Äußerungen verklagt, die er auf dem Höhepunkt der öffentlichen Debatte über die Einführung von Medicare, das öffentlich finanzierte allgemeine Krankenversicherungssystem in Australien, 1984 abgegeben hatte. Letzteres führte zu seinem Rücktritt aus dem Kabinett, ein Kapitel, das sein Verhältnis zu vielen ehemaligen Kollegen verschlechterte, von denen er das Gefühl hatte, dass sie ihn nicht unterstützten. Im März 1989 wurde ihm der Höflichkeitstitel The Honourable verliehen.
Nach seinem Ausscheiden aus der Legislativversammlung fungierte Cornwall zwischen 1989 und 1991 als Chief Executive Officer (CEO) der Australischen Tiermedizinischen Vereinigung AVA (Australian Veterinary Association) und im Anschluss von 1992 bis 1994 als Geschäftsführender Direktor der Australischen Jugendstiftung (Australian Youth Foundation), eine Non-Profit-Organisation, deren Ziel es ist, junge Menschen mit Vertrauen, Ressourcen, Fähigkeiten und Verbindungen zu unterstützen, um Veränderungen herbeizuführen. Er übernahm zwischen 1996 und 1999 die Funktion als Nationaler Präsident der Kampagne zur Aufklärung über psychische Erkrankungen (Mental Illness Education Australia) und war zudem von 1997 bis 2007 Geschäftsführer der Delta Society Australia Ltd, deren Ziel es ist, eine positive Interaktion zwischen Menschen und Tieren zu fördern und zu ermöglichen. Anschließend war er zwischen 2007 und 2013 Geschäftsführender Direktor sowie zugleich von 2010 bis 2013 Präsident der Horn of Africa Relief and Development Agency (HARDA), eine gemeinnützige Wohltätigkeitsorganisation, die Migranten und Flüchtlinge aus den Ländern am Horn von Afrika unterstützt und ihnen und ihren Familien dabei hilft, sich erfolgreich in den örtlichen Gemeinden einzuleben und Kontakte zu knüpfen.
Für den Dienst am Parlament von Südaustralien und an der Gemeinschaft wurde ihm im Rahmen der Birthday Honours am 10. Juni 2019 postum die Medaille des Order of Australia (OAM) verliehen.

## Hintergrundliteratur
- Parliament of South Australia: Statistical Record of the Legislature 1836–2007 (Memento vom 11. März 2019 im Internet Archive)